# Das Hirtenbüblein
Das Hirtenbüblein ist ein Schwank (ATU 922). Er steht in den Kinder- und Hausmärchen der Brüder Grimm ab der 2. Auflage von 1819 an Stelle 152 (KHM 152).

## Handlung
Ein König lässt einen Hirtenjungen zu sich kommen, der für seine weisen Antworten bekannt ist. Er bietet an, ihn zu adoptieren, wenn er ihm drei Fragen gut beantwortet.
Die erste Frage ist, wie viele Tropfen Wasser das Weltmeer enthält. Der Knabe antwortet, der König solle zuerst alle Zuflüsse verstopfen, damit keine weiteren Tropfen dazukommen könnten; dann würde er die Zahl nennen.
Die zweite Frage lautet, wie viele Sterne am Himmel stehen, woraufhin der Hirtenjunge auf ein Blatt unzählbar viele Punkte malt, wobei jeder Punkt für einen Stern steht.
Die dritte Frage geht darum, wie viele Sekunden die Ewigkeit hat. Der Junge antwortet mit der Erzählung von einem Vögelchen, das alle hundert Jahre sein Schnäbelchen an einem Berg wetze. Wenn der Berg abgetragen sei, dann sei die erste Sekunde der Ewigkeit vergangen.
Dem König gefallen die Antworten des Hirtenjungen, woraufhin er sein Versprechen einlöst.

## Herkunft und Vergleiche

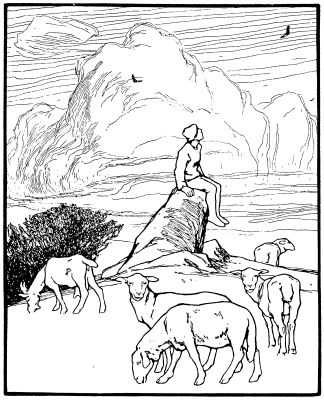
Illustration von Otto Ubbelohde, 1909

Grimms Anmerkung notiert „aus Bayern“ (von Ludwig Aurbacher) und vergleicht ähnliche Fragen und Antworten in Strickers Pfaffe Amis „98–180“, in Aurbachers Büchlein für die Jugend „S. 91–94“, schwäbisch bei Meier „in der Anmerkung zu Nr. 28“, Eulenspiegel „Cap. 28 bei Lappenberg“, ein altenglisches Lied von König John und dem Abt von Canterbury „bei Percy 2, 305–311“, Paulis Scherz und Ernst, Eyerings „Sprichwörter 1, 165–168. 3, 23–25“, eine „Geschichte von einem König von Frankreich“, Maasäbuch Cap. 126 in Helwigs „jüdischen Historien“ Nr. 39, zwei Erzählungen der Gesta Romanorum, „der kurzweilige Zeitvertreiber durch C. A. M. von W. (1668) S. 70. 71“, Franco Sacchettis Novellen Nr. 4, „s. F. W. Val. Schmidt in den Wiener Jahrb. 1822 Bd. 22 Anzeigeblatt S. 54–57“, „Holzmanns indische Sagen 3, 109 folg.“, 1001 Nacht 15, 245, serbisch bei Wuk Nr. 45, „Schmidt Taschenbuch der Romanzen S. 83 folg.“. Von der Sitte, sich mit drei Wahrheiten aus der Not zu helfen, handelten P. F. Müllers Untersuchungen zu Saxo Grammaticus S. 145.
Ludwig Aurbacher sandte den Brüdern Grimm den Text vermutlich vor 1818 zu, nahm für sein Büchlein für die Jugend 1834 einen anderen. Die Sterne als Bild der Unzählbarkeit hat auch das Exemplum von Augustinus und dem Knäblein (ATU 682), die Relativität der Zeit ähnelt 2 Petr 3,8  „dass ein Tag vor dem Herrn wie tausend Jahre ist und tausend Jahre wie ein Tag“ (ATU 471: Mönch und Vögelein).
Weitere Rätsellöser bei Grimm: KHM 22 Das Rätsel, KHM 94 Die kluge Bauerntochter, KHM 114 Vom klugen Schneiderlein, KHM 134 Die sechs Diener, KHM 191 Das Meerhäschen. Etwas ähnlich sind Nr. 23 Der alte Fritz und der Bauerjunge, Nr. 27 Der alte Fritz und der Pastor in Ulrich Jahns Volksmärchen aus Pommern und Rügen.

## Rezeptionen
Der Text steht oft in Lesebüchern als Rätselmärchen. In Kathleen Winsors Roman Sterntaler versucht die Mutter dem Kind so Ewigkeit zu erklären.
Linde Knoch erzählte das Märchen neu und veröffentlichte es in dem von Ingo Kühl illustrierten Buch Kraft der Elemente auf Sylt.
Ein Teil des Märchens wird in der 11. Episode der 9. Staffel von Doctor Who, Die Angst des Doktors (Originaltitel Heaven Sent) vom 12. Doctor, gespielt von Peter Capaldi, zitiert. Das eigens für diese Serie von Murray Gold komponierte Musikstück The Shepherd’s Boy (deutsch: Das Hirtenbüblein) weist ebenso auf das Grimm’sche Märchen hin.